# Javier de Belaunde Ruiz de Somocurcio
Javier de Belaunde Ruiz de Somocurcio (Arequipa, 18 de mayo de 1909-Lima, 24 de junio de 2013), conocido como el león del sur o el diputado de las provincias fue un destacado político, abogado e historiador peruano. Elegido cinco veces diputado por Arequipa. Sufrió prisión política durante el régimen militar de Odría. Ocupó la cartera de Justicia en el primer gobierno del presidente Fernando Belaúnde Terry. Fundador del Frente Democrático Nacional, del Partido Social Republicano, de la Liga Democrática Nacional y del Partido Demócrata Cristiano.

## Biografía

### Primeros años
Fue hijo de Guillermo Javier de Belaunde Diez Canseco y Julia Ruiz de Somocurcio Vizcarra. Pertenece a una familia de tradición política, su bisabuela fue sobrina de Francisco Javier de Luna Pizarro y su padre, primo hermano de Víctor Andrés y Rafael Belaunde Diez Canseco, quienes lo influenciaron. Este último es padre del expresidente Fernando Belaúnde Terry.
En 1911 se traslada con su familia al Distrito de Uraca, en la Provincia de Castilla, donde asiste a la escuela elemental. En 1922 retorna a la ciudad de Arequipa, culmina la primaria en el Colegio San José y la secundaria en el Colegio Seminario de San Jerónimo.
Ingresó a la Universidad Nacional de San Agustín en 1930 donde optó por el grado de bachiller en letras y en derecho en 1933 y 1937, respectivamente. Postergado por la política, se recibiría como abogado recién en 1942. 
En los años universitarios tiene una mayor vinculación con la política, participando activamente del movimiento estudiantil. En 1930, opositor al gobierno de Leguía, ante el levantamiento de teniente coronel Sánchez Cerro, se integra como voluntario a la guardia urbana con el fin de preservar el orden en la ciudad. Un año después, en 1931, apoya el levantamiento popular en contra del intento de Sánchez Cerro de mantenerse en el poder; ante el envío de tropas a Arequipa, integra el batallón universitario para la defensa de la ciudad. Ese mismo año, participó en las jornadas de protesta obrero estudiantiles por los abusos de las autoridades. En 1933, fue elegido secretario general de la Federación de Estudiantes de Arequipa.
Entre los años 1935 y 1938, paralelamente a sus estudios universitarios, se desempeñó como profesor de historia del Perú en el Colegio Nacional de la Independencia Americana y de historia universal en el Colegio San Francisco de Sales.
Se casó con Carmela López de Romaña y López de Romaña, sobrina del expresidente Eduardo López de Romaña. La pareja tuvo dos hijos: Javier e Inés.

### Inicio de trayectoria política
En 1939 acepta la invitación de un grupo jóvenes vecinos de la Provincia de Castilla, muchos de ellos excompañeros de la Universidad Nacional de San Agustín, e inicia su campaña para la diputación. Es el único candidato que recorre íntegramente toda la provincia, y logra el respaldo popular. Así, representa a la provincia en la Cámara de Diputados en el periodo 1939-1945. De este periodo destacan su planteamiento de irrigar las pampas de Majes-Siguas, su oposición al proyecto de ley para prorrogar el periodo presidencial de Manuel Prado y las obras gestionadas en favor de la provincia, principalmente vinculadas a mejorar el sistema educativo y las vías de comunicación.
Propone y gesta desde 1943, junto con Manuel J. Bustamante de la Fuente, Julio Ernesto Portugal, Ántero Peralta Vásquez, Manuel Segundo Núñez Valdivia y otros, el Frente Democrático Nacional, que quedaría oficialmente constituido en 1944. Se buscaba oponerse a los planes continuistas de Prado y restablecer las libertades constitucionales. Esta organización, que tuvo la particularidad de aglutinar a personalidades independientes, al Partido Comunista Peruano y al APRA, lleva a la presidencia en 1945 a Bustamante y Rivero.
En los comicios de 1945 es elegido diputado por la Provincia de Arequipa. No obstante, su periodo como representante se interrumpió con el golpe militar de Odría en 1948 y el consecuente cierre del Congreso. De este periodo destacan su designación como presidente de la comisión de hacienda en la primera legislatura, su oposición al proyecto de ley de imprenta del APRA por considerarlo restrictivo de la libertad de prensa, sus esfuerzos porque el Frente se mantenga fiel a sus principios e ideario y sus diversas gestiones en favor de la provincia, principalmente para mejorar el sistema de comunicaciones y de salud, defender las partidas presupuestales correspondientes a la Universidad Nacional de San Agustín y aumentar las tierras aprovechables para la agricultura mediante irrigaciones (ampliación La Joya y Majes-Siguas). 
Ante la ruptura del Frente Democrático Nacional, funda a fines de 1946 el Partido Social Republicano junto con Jorge Basadre, Francisco Tamayo, Arturo Osores, Oscar Trelles, Alberto Sabogal y otros; como intento de crear una fuerza de centro, intermedia a la dicotomía aprismo/antiaprismo.

### Oposición a Odría
Instalada la junta militar presidida por Odría en 1948, se ubica desde un primer momento como opositor al régimen. Sus actividades son vigiladas por la policía secreta, por lo que se ve obligado a "autoexiliarse" en Puno para evitar represalias contra su familia. 
A fines de 1949 retorna a Arequipa y organiza la Liga Democrática Nacional junto con Teodoro Núñez Ureta, Arturo Villegas Romero, Jaime Rey de Castro, Roberto Ramírez del Villar, Humberto Núñez Borja, entre otros. Este movimiento tenía por objetivo principal lograr que las elecciones convocadas por la junta militar para julio de 1950, en las que Odría anunció que participaría, se llevaran a cabo con limpieza; para lo cual exigieron la derogatoria de las leyes represivas como la Ley de Seguridad Interior y la modificación de las normas electorales.
Participó activamente en la rebelión de Arequipa de junio de 1950, en la que integró el llamado Parlamento Trágico. La junta militar atribuyó los sucesos a la Liga, por lo que sus locales fueron clausurados, se adoptaron represalias contra sus dirigentes y se encarceló e invalidó la inscripción de su candidato a la presidencia, Ernesto Montagne Markholz. En ese contexto la Liga decide retirar todas las candidaturas presentadas a las elecciones, entre las que se encontraba la suya a la diputación por Arequipa. 
En 1951 fue apresado en Arequipa bajo los cargos de conspirador y sufrió prisión política en el Panóptico. Luego de su liberación sufre hostilidad y vigilancia, por lo que nuevamente debe establecerse en Puno hasta 1954. 
Lanza en abril de 1955 el manifiesto Invocación a la Ciudadanía junto con Héctor Cornejo Chávez, Mario Polar Ugarteche, Juan Chávez Molina, Alberto Flórez Barrón, Roberto Ramírez del Villar y Jaime Rey de Castro. En éste se hace una fuerte crítica al centralismo y se enfatiza la necesidad de que se lleven a cabo elecciones verdaderamente democráticas en 1956, invocando a la ciudadanía a participar decididamente en ellas. Constituye en agosto de ese mismo año, con los ya citados y Mario Zolezzi Möller, el movimiento demócrata cristiano. Este movimiento, junto con el que posteriormente se formaría en Lima, fueron el germen del Partido Demócrata Cristiano.
Es uno de los protagonistas de la rebelión de Arequipa de diciembre de 1955 con la que se logra la caída del Ministro de Gobierno y Policía Alejandro Esparza Zañartu y se allana el camino para tener elecciones libres en 1956.

### Democracia Cristiana
En enero de 1956 funda el Partido Demócrata Cristiano junto con los miembros del movimiento demócrata cristiano de Arequipa y los de Lima, entre quienes estaban Luis Bedoya Reyes, Ernesto Alayza Grundy y Luis Jaime Cisneros. Entre los postulados originales del partido están la defensa de la educación pública y la descentralización, así como el rechazo al individualismo, al capitalismo, al marxismo, al totalitarismo y todo tipo de dictadura.
Es nominado a la diputación por el Departamento de Arequipa, saliendo electo para el periodo 1956-1962. En la Cámara, se opuso exitosamente al ascenso del coronel Meza Cuadra, debido al papel represor que éste cumpliera como prefecto de Arequipa en la Rebelión de 1950. Presenta el proyecto de ley y consigue junto a su bancada la creación de la Junta de Rehabilitación y Desarrollo de Arequipa, a raíz del terremoto de 1958. Se obtiene la derogatoria de la Ley de Seguridad Interior y modificaciones al sistema electoral. Continúa su impulso a los proyectos de irrigaciones, consiguiendo que se profundicen los estudios sobre Majes-Siguas. Es un periodo muy activo en el que, junto a la representación demócrata cristiana, gestiona y obtiene muchas obras para el departamento, entre las principales: el Hospital de Aplao, la carretera de los pueblos altos, la variante Uchumayo, el Colegio Nacional Libertador Ramón Castilla, la electrificación de los pueblos del interior del departamento, etc. 
Bajo la alianza entre el Partido Demócrata Cristiano y Acción Popular, es nuevamente elegido diputado por el Departamento de Arequipa para el periodo 1963-1969, interrumpido por el golpe militar del general Velasco Alvarado en 1968. Mantiene las líneas de acción de sus otros periodos en favor del departamento, destacando la creación de colegios, reparación de templos y obras de electrificación. Logra que el parlamento declare de interés nacional la publicación de la Historia Marítima del Perú. Elabora el proyecto y obtiene la aprobación de la ley sobre la celebración del sesquicentenario de la independencia, a través de la cual, entre otras acciones, se publica la Colección Documental de la Independencia del Perú y se erige el monumento a Juan Pablo Viscardo y Guzmán en Arequipa. 
Fue nombrado ministro de justicia en 1966. Se destacan de su gestión la realización del primer censo nacional penitenciario con miras a una reforma carcelaria y la campaña de moralización en la administración pública.

### Acción Popular
En mayo de 1972, debido a sus convicciones democráticas, renuncia al Partido Demócrata Cristiano, luego de que en su V Asamblea se aprobara apoyar al régimen militar de Velasco Alvarado.
En 1978 Fernando Belaúnde Terry lo invita, junto con Valentín Paniagua, a integrarse al partido Acción Popular. Con este partido es elegido diputado por el Departamento de Arequipa para el periodo 1980-1985. Sus principales iniciativas fueron en materia de pensiones y de reglamento de la cámara, buscando una labor más eficiente y un adecuado régimen disciplinario; ambas fueron rechazadas. Como miembro de la Comisión de Constitución, elabora el dictamen (aprobado el 2 de octubre de 1980) devolviendo los diarios y medios de comunicación a sus propietarios. Continuó sus gestiones en favor del departamento.

### Retiro
Si bien retirado de la política activa desde 1985, sus colaboraciones periodísticas como articulista han sido permanentemente solicitadas por diferentes diarios. En ellas se ha ocupado de sucesos y personajes políticos, así como de diversos aspectos de la reforma política, en especial abogando por el retorno al sistema bicameral, la renovación parcial del Congreso y la priorización de la labor de representación.
Asimismo, ha sido entrevistado múltiples veces con posterioridad a su retiro, destacando su oposición a la estatización de la banca y su posición crítica frente al primer gobierno de Alan García. Además de su oposición a la reelección de Alberto Fujimori y su calificación como el peor gobierno de la historia. Se ha pronunciado a favor del proyecto de Museo de la Memoria, con el cual se busca conservar la memoria y suscitar la reflexión en torno al periodo de violencia que sufrió el país durante las dos últimas décadas del siglo XXI, generado fundamentalmente por la acción terrorista de Sendero Luminoso.

### Aportes a la Historia
El libertador Simón Bolívar ha merecido especial atención en su labor como historiador. Así, constituyó en 1969 la filial Arequipa de la Sociedad Bolivariana del Perú, la cual presidió hasta 1989. En ese año fue elegido presidente de la Sociedad Bolivariana del Perú, la cual presidió hasta 1997. Sobre Bolívar ha realizado múltiples conferencias y escrito innumerables artículos. En el año 1990 publicó un libro sobre el libertador titulado Bolívar.
Otro personaje que ha sido materia central de sus trabajos como historiador es el precursor de la independencia Juan Pablo Viscardo y Guzmán, jugando un importante papel en su difusión. Logró que en 1966 se construyera el primer monumento al precursor, fue en su tierra natal: Pampacolca. En el año 2002 publicó el libro Juan Pablo Viscardo y Guzmán, ideólogo y promotor de la independencia hispanoamericana.
Cumpliendo una promesa que le fuera exigida por el historiador Jorge Basadre, publicó un libro de memorias en 1996; las cuales tituló en una época que se denostaba de los políticos Político por vocación. Testimonio y memorias. Este libro fue presentado en Lima en el auditorio del Ilustre Colegio de Abogados de Lima la noche del 14 de octubre de 1996, con discursos del historiador Franklin Pease y del expresidente Valentín Paniagua; y en Arequipa con discurso del exdiputado Jaime Rey de Castro.
En el año 2006 publicó un libro dedicado a Francisco Javier de Luna Pizarro titulado Justicia sin crueldad, revelando una serie de cartas inéditas de quien fuera el primer presidente del primer Congreso Constituyente del Perú.

### Fallecimiento y legado
Falleció el 24 de junio de 2013 a los 104 años de edad en el Distrito de Barranco de la ciudad de Lima. El Congreso de la República guardó un minuto de silencio en su memoria. En Arequipa, la bandera de la ciudad flameó a media asta en la plaza de armas y en el Distrito de Pampacolca de la provincia de Castilla, doblaron las campanas de la iglesia.
Diversos medios de prensa destacaron su trayectoria en los días posteriores a su muerte. El Diario El Comercio señaló que "fue un valiente opositor de la dictadura de Odría" y "una figura de la democracia", mientras que el Diario El Pueblo de Arequipa destacó en su portada que fue "un demócrata ejemplar, hombre honesto y político singular". En opinión del periodista Guido Lombardi "Su legado es el de un hombre que privilegió la vigencia del Estado de derecho como garantía de la libertad y los derechos individuales. De él se puede decir algo que parece extraño en nuestros días: que trabajó desde el poder para servir a los demás". Por su parte, el historiador Mario Rommel Arce consideró que "el pueblo le dio reiteradamente su confianza a quien había sabido luchar por sus intereses [...] la trascendencia de su pensamiento sigue vigente hasta hoy y puede resumirse del siguiente modo: luchar por la libertad y seguir luchando en libertad para lograr una auténtica democracia".
Interpretando su voluntad, su familia anunció la donación de los libros y documentos que integraron su biblioteca personal en beneficio de la Biblioteca Regional Mario Vargas Llosa de la ciudad de Arequipa. La donación culminó con una ceremonia pública de recepción en la Biblioteca el 4 de diciembre de 2014. En total fueron 5,237 libros y el archivo personal con correspondencia y recortes políticos. Uno de sus nietos señaló que con la donación la familia le daban destino natural a los textos "mi abuelo sirvió incansablemente a Arequipa. Hoy hemos donado su biblioteca a la Región para que la siga sirviendo".
En mayo de 2018, el Gobierno Regional de Arequipa a través de la Biblioteca Regional Mario Vargas Llosa lanzó el concurso de historia regional Javier de Belaunde Ruiz de Somocurcio. El director de la biblioteca, Mario Rommel Arce, explicó que de Belaunde "no solamente fortaleció la democracia en nuestro país, sino que hizo notables contribuciones a la cultura regional y nacional".

## Obras
- Bolívar. Lima: Brasa. 1990.
- Político por vocación. Testimonio y memorias. Lima: Fundación M.J. Bustamante de la Fuente. 1996.
- Juan Pablo Viscardo y Guzmán. Ideólogo y promotor de la independencia hispanoamericana. Lima: Fondo Editorial del Congreso de la República. 2002.
- Justicia sin crueldad. Cartas inéditas (1813-1854) de Francisco Javier de Luna Pizarro, fundador de la República. Lima: Fondo Editorial del Congreso de la República. 2006.

## Premios y reconocimientos
- El 5 de mayo de 1967 fue condecorado con la Orden del Servicio Civil del Estado en el grado de Gran Cruz.
- En noviembre de 1976 recibió la Medalla de Plata de la Ciudad de Arequipa, la cual le fue otorgada por el municipio por su "relevante labor cívica y como historiador".
- El 24 de enero de 1985 se le otorgó la Medalla de Honor del Congreso de la República, en reconocimiento por su trayectoria política y contribución a la defensa de la democracia.
- El 30 de mayo de 1985 la Cámara de Diputados aprobó por unanimidad la moción de orden del día por medio de la cual se le rindió homenaje por su labor parlamentaria.
- En 1988 es representado por el artista Teodoro Núñez Rebaza en el vitral central de la sede de la Corte Superior de Justicia de Arequipa junto con otros personajes de la rebelión de 1950.
- En 1989 es condecorado por el Gobierno de Venezuela con la Orden del Libertador en el grado de Gran Cordón.
- En noviembre de 1994 recibió la Medalla de Oro de la Ciudad de Arequipa, la cual le fue otorgada por el municipio por su trayectoria democrática.
- El 15 de agosto de 1998 la Asociación Cultural Arequipa AREQultura le rindió homenaje, el discurso de orden estuvo a cargo de Juan Chávez Molina.
- En el año 2000 recibió un Diploma de Honor por parte del alcalde de Arequipa, el rector de la UNSA y el decano del Colegio de Abogados de Arequipa, por su destacada participación en la rebelión de Arequipa de 1950, en defensa de la libertad y la democracia.
- El 10 de diciembre de 2004 el Colegio de Abogados de Arequipa incorporó su retrato a la Galería de Jurisconsultos Ilustres, por su defensa de la juridicidad en el país.
- El 10 de diciembre de 2007 se le confirió la Medalla de Honor del Tribunal Constitucional en primer grado José Faustino Sánchez Carrión, por haber cumplido una actuación distinguida en el ámbito político, profesional y académico en defensa de los principios y valores del constitucionalismo y del estado social y democrático de derecho.[29]
- El 13 de junio de 2008 se le otorgó la distinción de Hijo Predilecto de Arequipa por parte de la Municipalidad Provincial de Arequipa, en mérito y reconocimiento a su aporte democrático y por la defensa de los intereses de Arequipa y sus Provincias.[30]
- El 18 de mayo de 2009 fue homenajeado por su centenario en un acto público celebrado en el Palacio de los Libertadores, ubicado en el Distrito de Pueblo Libre. Los discursos de orden estuvieron a cargo del historiador arequipeño Eusebio Quiroz Paz Soldán, Luis Bedoya Reyes y Javier Alva Orlandini. Sorpresivamente, se hizo presente el presidente de la república quien también le dirigió unas palabras de elogio.[31][32] Entre la masiva concurrencia, resultó llamativo el reconocimiento de políticos de tendencias disímiles como Javier Diez Canseco, Martha Hildebrandt, Anel Townsend, Isaac Humala, Augustín Haya de la Torre, Javier Silva Ruete, entre otros.[33]
- El 15 de agosto de 2009, el Club Departamental Arequipa colgó una fotografía suya en uno de los salones de su local ubicado en la ciudad de Lima.
- El 3 de septiembre de 2009, la Universidad Católica San Pablo de Arequipa le rindió homenaje con ocasión del VI aniversario de su Facultad de Derecho. El homenaje se dio en razón a su calificada trayectoria democrática en defensa del Estado de Derecho.[34]
- El 26 de junio de 2013, el Congreso de la República guardó un minuto de silencio en su memoria por su fallecimiento. Se hizo breve mención a su trayectoria y se destacó que "enalteció la función política, el oficio político, y sobre todo (...) la vocación de servir a la Nación y en última instancia al pueblo y a la humanidad".[35]
- El 1 de agosto de 2013, el Gobierno Regional de Arequipa le rindió homenaje por su trayectoria y le confirió póstumamente la Medalla de Oro del Gobierno Regional "por su valiosa trayectoria profesional, política y parlamentaria, así como por la defensa de los intereses y desarrollo de Arequipa y su aporte democrático al Constitucionalismo y al Estado de Derecho".[36] Al homenaje realizado en la Biblioteca Regional Mario Vargas Llosa, se sumó la Municipalidad Provincial de Arequipa y el Colegio de Abogados de Arequipa.[37]
- El 15 de noviembre de 2013, el Ilustre Colegio de Abogados de Lima y el Instituto Juan Pablo Viscardo y Guzmán realizaron un coloquio en su homenaje titulado: "Dr. Javier de Belaunde Ruiz de Somocurcio (1909-2013). Tras las huellas de Viscardo: entre la política y la historia".[38]
- El 15 de noviembre de 2013, se inauguró su busto en la plaza chica de Pampacolca con la inscripción: "al Dr. Javier de Belaunde Ruiz de Somocurcio (1919-2013), intelectual y político, benefactor del distrito de Pampacolca y de la provincia de Castilla". El homenaje fue realizado por el Club Social Pampacolca, el Instituto Juan Pablo Vizcardo y Guzmán, la Municipalidad de Pampacolca y el ciudadano Miguel Mora Chirinos; conforme se lee en la placa.
- El 25 de mayo de 2018 la Municipalidad Provincial de Arequipa incorporó su retrato a la Galería de Arequipeños Ilustres. En el acto celebrado en el Museo Histórico Municipal Guillermo Zegarra Meneses, se destacó su trayectoria y su servicio público a la región.[39]
- Sin fecha precisa, una calle del distrio de Uñón, provincia de Castilla, región Arequipa, lleva su nombre.[40]